# Ya viene el sol
Ya viene el sol è il terzo album in studio del gruppo musicale spagnolo Mecano, pubblicato nel 1984.

## Tracce
1. No pintamos nada (Nacho Cano) – 3:50
2. Ya viene el sol (Nacho Cano) – 4:42
3. La estación (Nacho Cano) – 4:15
4. Hawaii-Bombay (José María Cano) – 4:10
5. Mosquito (Nacho Cano / Ana Torroja) – 4:22
6. Busco algo barato (Nacho Cano) – 3:22
7. Aire (José María Cano) – 4:32
8. Me río de Janeiro (José María Cano) – 4:02
9. Japón (Nacho Cano) – 4:06
10. El mapa de tu corazón (Nacho Cano) – 4:08

## Classifiche
| Paese  | Posizione massima |
| ------ | ----------------- |
| Spagna | 99                |